# Gouvernement Brotherson 2023
Polynésie française
Fritch IV 
Le gouvernement Brotherson 2023, ou gouvernement Brotherson, est le gouvernement de la Polynésie française depuis le 15 mai 2023, sous la XVIIIe législature de l'Assemblée.
Il est formé par Moetai Brotherson, à la suite de la victoire du Tavini huiraatira aux élections territoriales d'avril 2023 à la majorité absolue. Il repose sur le seul Tavini. Il succède au quatrième gouvernement d'Édouard Fritch, formé par le Tapura huiraatira.

## Historique du mandat
Ce gouvernement est dirigé par le nouveau président de la Polynésie française indépendantiste, Moetai Brotherson. Il est constitué et soutenu par le Tavini huiraatira (Tavini), qui dispose à lui seul de 38 députés sur 57, soit 66,6 % des sièges de l'Assemblée.
Il est formé à la suite des élections territoriales des 16 et 30 avril 2023.
Il succède donc au quatrième gouvernement de l'autonomiste Édouard Fritch, constitué et soutenu par le seul Tapura huiraatira (Tapura).

### Formation
Arrivé en tête du premier tour des élections territoriales avec 34,9 % des voix, le Tavini huiraatira — conduit par Oscar Temaru mais qui propose Moetai Brotherson pour la présidence de la collectivité — l'emporte au second avec 44,3 % des suffrages exprimés, soit six points de pourcentage d'avance sur Édouard Fritch, dont la majorité est présentée comme proche du président de la République, Emmanuel Macron,.
À l'ouverture de la législature, le 11 mai, le député du Tavini Antony Géros est élu président de l'Assemblée par 41 voix pour et 16 abstentions, sans adversaire proposé par les deux groupes de l'opposition. Le lendemain, Moetai Brotherson est élu président de la Polynésie au cours d'un scrutin qui voit s'opposer trois concurrents : il l'emporte avec 38 voix sur 57, contre 16 à Édouard Fritch et 3 à l'autonomiste Nicole Sanquer. Quelques heures plus tard, le président élu et le président sortant procèdent à la passation des pouvoirs.
Moetai Brotherson présente son gouvernement le 15 mai. Il comprend six hommes pour quatre femmes, n'atteignant pas la parité en dépit d'une promesse de campagne en ce sens, et rassemble à la fois des personnalités peu connues sur la scène politique polynésienne, et des figures plus identifiées.

### Évolution
Lors d'une émission de télévision marquant l'anniversaire de sa première année au pouvoir le 17 mai 2024 sur Polynésie La Première, Moetai Brotherson annonce son intention de procéder le 3 juin suivant à un remaniement ministériel. La nouvelle composition de l'exécutif, dévoilée à la date prévue, confirme le départ attendu de la vice-présidente Eliane Tevahitua, seule ministre à quitter le gouvernement dont les compétences sont redistribuées entre les ministres confirmés et remplacée à la vice-présidence par la ministre des Solidarités Minarii Galenon-Taupua.
Le 19 août suivant, Moetai Brotherson annonce qu'il a destitué le ministre de l’Économie, du Budget, des Finances, chargé des Énergies, Tevaiti Pomare, et qu'il l'a remplacé par Warren Dexter, jusqu'ici conseiller technique du ministre sur les questions de fiscalité.
Le président de la Polynésie française procède le 14 février 2025 à un nouveau remaniement ministériel, par lequel il crée le poste de ministre du Logement et du Foncier, chargé de l'Aménagement. Il confie ces responsabilités, qu'il assumait lui-même jusqu'à présent, à Oraihoomana Teururai, conseiller spécial pour le logement du gouvernement. En outre, le ministre de l'Économie obtient la tutelle sur les télécommunications et le ministre des Grands travaux Jordy Chan prend en charge le dossier de la décentralisation.
La ministre des Sports, de la Jeunesse et de la Prévention de la délinquance, chargé de l'Artisanat, Nahema Temarii est relevée de ses fonctions le 30 juillet suivant et remplacée par Kainuu Temauri, chargé de missions au sein du ministère. Si Moetai Brotherson indique qu'elle a démissionné afin de se « recentrer sur sa vie de famille », le journal Tahiti Infos affirme qu'il est notoire à l'Assemblée que le conjoint de Nahema Temarii « a un comportement violent et trempe dans des affaires d'ice », ce qui entre en contradiction avec les délégations de sa compagne.

## Composition

### Initiale (15 mai 2023)
| Poste | Titulaire | Titulaire               | Parti  |
| --- | --------- | ----------------------- | ------ |
| Président Chargé du Tourisme, des Transports aériens internationaux, de l'Égalité des territoires, des Affaires internationales, du Développement des archipels, de l'Économie numérique et des Conséquences des essais nucléaires |           | Moetai Brotherson       | Tavini |
| Vice-présidente Ministre de la Culture, de l'Enseignement supérieur, de l'Environnement, du Foncier, de l'Artisanat, chargé des Relations avec les institutions                                                                    |           | Eliane Tevahitua        | Tavini |
| Ministre de la Fonction Publique, de l'Emploi, du Travail, de la Modernisation de l'administration et de la Formation professionnelle                                                                                              |           | Vannina Crolas          | Tavini |
| Ministre des Solidarités, du Logement, chargé des Familles et des Personnes non autonomes |           | Minarii Galenon-Taupua  | Tavini |
| Ministre de l’Économie, du Budget, des Finances, chargé des Énergies |           | Tevaiti-Ariipaea Pomare | AHIP   |
| Ministre du Secteur primaire, chargé de la Recherche et de l'Alimentation |           | Taivini Teai            | Tavini |
| Ministre de l'Éducation |           | Ronny Teriipaia         | Tavini |
| Ministre de la Santé, chargé de la Prévention et de la Protection sociale généralisée |           | Cédric Mercadal         | Tavini |
| Ministre des Sports, de la Jeunesse et de la Prévention de la délinquance |           | Nahema Temarii          | Tavini |
| Ministre des Grands Travaux, chargé des Transports terrestres et maritimes |           | Jordy Chan              | Tavini |

### Remaniement du 3 juin 2024
- Par rapport à la composition précédente, les nouveaux membres sont indiqués en gras, les membres ayant changé d'attributions sont indiqués en italique.

| Poste | Titulaire | Titulaire                                     | Parti  |
| --- | --------- | --------------------------------------------- | ------ |
| Président Chargé du Tourisme, des Transports aériens internationaux, de l'Aménagement, du Foncier, des Affaires internationales, de l'Économie numérique et des Conséquences des essais nucléaires |           | Moetai Brotherson                             | Tavini |
| Vice-présidente Ministre des Solidarités, chargée de la Famille, de la Condition féminine, des Personnes non-autonomes et des Relations avec les institutions                                      |           | Minarii Galenon-Taupua                        | Tavini |
| Ministre de la Fonction Publique, de l'Emploi, du Travail, de la Modernisation de l'administration, du Développement des archipels et de la Formation professionnelle                              |           | Vannina Crolas                                | Tavini |
| Ministre des Grands Travaux et de l'Équipement, chargé des Transports aériens, terrestres et maritimes                                                                                             |           | Jordy Chan                                    | Tavini |
| Ministre de l’Économie, du Budget, des Finances, chargé des Énergies |           | Tevaiti-Ariipaea Pomare (jusqu'au 19/08/2024) | AHIP   |
| Ministre de l’Économie, du Budget, des Finances, chargé des Énergies |           | Warren Dexter                                 | Tavini |
| Ministre de l'Agriculture, des Ressources marines, de l'Environnement, chargé de l'Alimentation, de la Recherche et de la Cause animale                                                            |           | Taivini Teai                                  | Tavini |
| Ministre de l'Éducation, de l'Enseignement supérieur, chargé de la Culture |           | Ronny Teriipaia                               | Tavini |
| Ministre de la Santé, chargé de la Prévention et de la Protection sociale généralisée |           | Cédric Mercadal                               | Tavini |
| Ministre des Sports, de la Jeunesse et de la Prévention de la délinquance, chargé de l'Artisanat                                                                                                   |           | Nahema Temarii                                | Tavini |

### Remaniement du 14 février 2025
- Par rapport à la composition précédente, les nouveaux membres sont indiqués en gras, les membres ayant changé d'attributions sont indiqués en italique.

| Poste | Titulaire | Titulaire                                           | Parti  |
| --- | --------- | --------------------------------------------------- | ------ |
| Président Chargé du Tourisme, des Transports aériens internationaux, des Affaires internationales, de l'Économie numérique et des Conséquences des essais nucléaires  |           | Moetai Brotherson                                   | Tavini |
| Vice-présidente Ministre des Solidarités, chargée de la Famille, de la Condition féminine, des Personnes non-autonomes et des Relations avec les institutions         |           | Minarii Galenon-Taupua                              | Tavini |
| Ministre de la Fonction Publique, de l'Emploi, du Travail, de la Modernisation de l'administration, du Développement des archipels et de la Formation professionnelle |           | Vannina Crolas                                      | Tavini |
| Ministre des Grands Travaux et de l'Équipement, chargé des Transports aériens, terrestres et maritimes et de la Décentralisation                                      |           | Jordy Chan                                          | Tavini |
| Ministre de l’Économie, du Budget, des Finances, chargé des Énergies, des Postes et télécommunications                                                                |           | Warren Dexter                                       | Tavini |
| Ministre de l'Agriculture, des Ressources marines, de l'Environnement, chargé de l'Alimentation, de la Recherche et de la Cause animale                               |           | Taivini Teai                                        | Tavini |
| Ministre de l'Éducation, de l'Enseignement supérieur, chargé de la Culture                                                                                            |           | Ronny Teriipaia                                     | Tavini |
| Ministre de la Santé, chargé de la Prévention et de la Protection sociale généralisée                                                                                 |           | Cédric Mercadal                                     | Tavini |
| Ministre des Sports, de la Jeunesse et de la Prévention de la délinquance, chargé de l'Artisanat                                                                      |           | Nahema Temarii (jusqu'au 30/07/2025) Kainuu Temauri | Tavini |
| Ministre du Foncier et du Logement, chargé de l'Aménagement |           | Oraihoomana Teururai                                | Tavini |